# Salem's Lot
Salem's Lot é um filme norte-americano do gênero terror do ano de 2004.
É baseada na obra homónima do escritor americano Stephen King, que já havia tido uma outra adaptação para TV em 1979, dirigido por Tobe Hooper, com David Soul, James Mason, Lance Kerwin, Bonnie Bedelia e Lew Ayres no elenco.
Embora tanto o livro quando a série original se passem nos anos 70s, esta versão adapta a história para os tempos modernos dos anos 2000. Apesar de a história acontecer numa pequena cidade do interior do Maine, as filmagens foram feitas nas cidades de Creswick e de Woodend, no centro de Victoria, na Australia.

## Sinopse
Sejam bem-vindos a Jerusalem's Lot, uma pequena cidade perdida no interior do estado do Maine nos Estados Unidos, com uma população de 1319 habitantes. Uma terrível maldição paira sobre as casas vazias, as lojas abandonadas, e as ruas cobertas de mato e lixo. Nas caves, armazéns, porões e lugares escuros, dormem estranhas criaturas que aguardam as trevas da noite para iniciar os seus ritos macabros.
Ben Mears, um escritor que já vivera na cidade, regressa a Jerusalem's Lot para enfrentar o seu passado turbulento. Obcecado em escrever uma história sobre a sinistra e imponente mansão Marsten, recentemente comprada por um homem chamado Straker e o seu misterioso sócio Mr. Barlow, que nada mais é do que um vampiro que começa a atacar os habitantes da pequena cidade, trazendo um terror inimaginável.

## Elenco
- Rob Lowe - Ben Mears
- Donald Sutherland - Richard Straker
- Dan Byrd - Mark Petrie
- Rutger Hauer - Kurt Barlow
- James Cromwell - Padre Callahan
- Rebecca Gibney - Marjorie Glick
- Andre Braugher - Matthew Burke
- Brendan Cowell - Dud Rogers